# گوشه شاهزاده قاسم
گوشه شاهزاده قاسم، روستایی از توابع بخش مرکزی شهرستان بویراحمد در استان کهگیلویه و بویراحمد ایران است. این روستا مرکز دهستان سررود شمالی در شهرستان بویراحمد است.

## جمعیت
این روستا در دهستان سررود شمالی قرار دارد و بر اساس سرشماری مرکز آمار ایران در سال ۱۳۸۵، جمعیت آن ۱٬۱۹۳ نفر (۲۵۴خانوار) بوده‌است.